# Circula Brasília
O Circula Brasília - Programa de Mobilidade Urbana do Distrito Federal é um programa de mobilidade urbana que contempla o Distrito Federal brasileiro. Lançado em 24 de maio de 2016 pelo governador Rodrigo Rollemberg e com investimento previsto de R$ 6 bilhões, o programa contempla um conjunto de 80 ações, incluindo gestão, projetos e obras, que serão executadas em, no mínimo, 10 anos. Possui três focos principais:
- Melhorias no sistema de transporte coletivo;
- Ampliação da infraestrutura;
- Investimento na mobilidade ativa.

O Circula Brasília, que substitui o Brasília Integrada, dará prioridade a investimentos em transporte coletivo (ônibus, metrô e VLT) e em transporte não motorizado (a pé e de bicicleta). As medidas a serem adotadas visarão a melhoria da integração entre os meios, a requalificação urbana (construção de calçadas e de ciclovias), a adoção de novas tecnologias e a valorização da acessibilidade.